# Alexandre II. de Bournonville

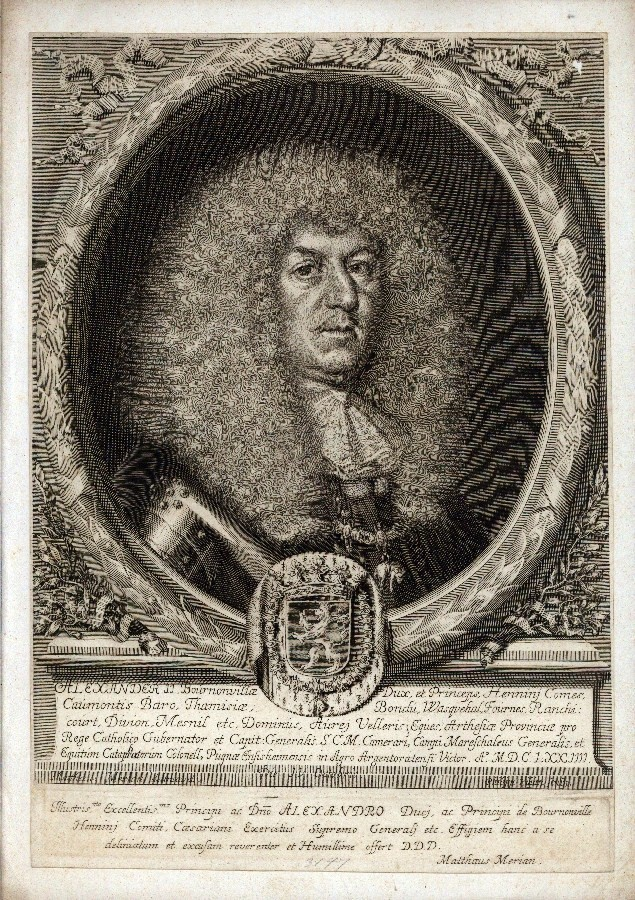
Alexandre II. de Bournonville, Kupferstich von Matthäus Merian der Jüngere, 1674

Alexandre II. Hippolyte Balthazar de Bournonville (* 5. Januar 1616 in Brüssel; † 20. August 1690 in Pamplona) war ein französischer Adliger und Militär in kaiserlichen und spanischen Diensten, der es bis zum Feldmarschall und Vizekönig brachte.

## Leben
Alexandre II. de Bournonville war der zweite Sohn von Alexandre I. de Bournonville, Duc de Bournonville, und Anne de Melun (1597–1668); als sein älterer Bruder Ferdinand (1612–1622) nach dem Sturz von einem Balkon starb, rückte er in der Erbfolge an die erste Stelle. Er wuchs in Brüssel am Hof von Isabella Clara Eugenia von Spanien, auf, der Statthalterin der Spanischen Niederlande. 1626 wurde ihm eine Infanterie-Kompanie zugewiesen, 1633 schickte ihn sein Vater zur Ausbildung nach Paris, von wo er 1637 an den Hof des Herzogs von Savoyen wechselte. Er besaß umfangreiche Kenntnisse in Mathematik, Geschichte und Numismatik.

### Dreißigjähriger Krieg
Von Savoyen aus ging er nach Deutschland, wo er 1638 die Stelle eines Rittmeisters im Regiment des Grafen Ernst Christoph von Rietberg erhielt, mit dem er 1640 an der Einnahme von Kreuznach teilnahm. 1641 erhielt er ein Infanterieregiment, 1643 wurde er Gouverneur von Hamm, das er stark befestigte, um die Hessen und Schweden unter dem Grafen von Königsmarck einem Angriff abzuhalten. 1644 wurde er Kommandant von Meppen und kehrte nach erledigter Aufgabe dort wieder nach Hamm zurück.
Am 3. August 1645 befehligte er in der Schlacht bei Alerheim die Truppen des Westfälischen Reichskreises und führte den Rest der Armee zurück, nachdem die Kommandeure Gottfried Huyn von Geleen und Philipp Ludwig von Holstein in Gefangenschaft geraten waren. 1646 und 1647 bestand seine Aufgabe darin, die Grafschaft Ostfriesland vor dem Grafen von Königsmarck zu schützen, 1648 darin, dessen Belagerungen von Meppen und Paderborn aufzuheben. Im gleichen Jahr kam er Guillaume de Lamboy zwei Mal zu Hilfe, zum einen bei Neuss, zum anderen bei Rhenen, und wurde zum Generalmajor befördert. Nach dem Westfälischen Frieden stellte er ein deutsches Infanterieregiment auf, das er seinem Bruder Wolfgang Guillaume de Bournonville, Vicomte de Barlin, unterstellte.

### Spanisch-Französischer Krieg
1649 machte ihn Kaiser Ferdinand III. zum Kammerherrn und Philipp IV. von Spanien gab ihm die Güter zurück, die die Finanzkammer Flanderns eingezogen hatte, als sein Vater 1633 nach Frankreich ins Exil gegangen war. 1650 zog er mit Herzog Eberhard III. von Württemberg nach Frankreich und übernahm in der Armee des Prince de Condé das Kommando über die Artillerie und die spanische Infanterie; er nahm an der Schlacht bei Rethel (15. Dezember 1650) und der Belagerungen von Rocroi teil, an der Belagerung von Arras (1654) und wurde 1655 vier Monate lang in Condé belagert, das er erst auf Befehl des Statthalters Leopold Wilhelm von Österreich übergab; unter seinem Kommando hielt Valenciennes der Belagerung 31 Tage lang stand, bis Don Juan José de Austria und der Prince de Condé als Entsatz herbeigeeilt waren.
Am 12. März 1656 starb sein Vater, wodurch er der 2. (französische) Herzog von Bournonville wurde. Am 3. Mai 1656 heiratete er Johanna Prinzessin von Arenberg aus dem Haus Ligne, Tochter von Philipp Karl von Arenberg, Herzog von Aarschot, und Claire-Isabelle de Berlaymont, Comtesse de Lalaing. Ihre sechs Kinder (siehe unten) kamen in den Jahren 1657 bis 1663 zur Welt; Johanna von Arenberg starb zwanzig Tage nach der Geburt des jüngsten Kindes am 10. Oktober 1663 im Kindbett. Am 12. Juli 1658 hatte der König von Spanien ihn in Madrid zum (spanischen) Fürsten von Bournonville in Bezug auf die im Herzogtum Brabant gelegene Herrschaft Buggenhout erhoben. 1666 wurde er zum Generalkapitän von Artois ernannt.

### Holländischer Krieg
1672 bekam er während der Arbeiten an den Befestigungsanlagen den Oberbefehl über die in Brüssel stehenden Truppen. Direkt anschließend ging er nach Deutschland, wo er zum Generalfeldmarschall der Reichsarmee bestellt wurde, und gemeinsam mit dem brandenburgischen Kurfürsten Friedrich Wilhelm während des Holländischen Krieges die Reichstruppen in kommandierte. Er nahm an der Belagerung von Bonn (1673) teil, die auf seinen Rat hin unternommen wurde: nach einigen Niederlagen war die französische Armee bereits auf dem Rückzug, als Truppen aus den Niederlanden unter Wilhelm III. von Oranien, aus Spanien und aus dem Heiligen Römischen Reich unter dem kaiserlichen Heerführer Raimondo Montecuccoli überraschend in Richtung Bonn vorrückten, um den Franzosen ihre Versorgungswege über den Rhein abzuschneiden. Im gleichen Jahr ernannte ihn Kaiser Leopold I. zum Kammerherrn und zum Ritter des Ordens vom Goldenen Vlies, was aber erst 1675 vollzogen werden konnte.
1674 verhinderte er die Belagerung von Limburg durch die Franzosen, wurde dann ins Kurfürstentum Pfalz gerufen, um den Rest der von Marschall Turenne in der Schlacht bei Sinsheim (16. Juni 1674) geschlagenen kaiserlichen Armee neu zu organisieren. Nachdem er bei Straßburg den Rhein überquert hatte, trat er den Franzosen bei Enzheim (4. Oktober 1674) und Türkheim (5. Januar 1675) entgegen.

### Spanischer Vizekönig
1676 rief ihn der König nach Spanien und setzte ihn als Generalfeldmarschall und Obersten Kriegsrat für Katalonien ein. Im Jahr darauf wurde er nach Sizilien geschickt, um dort das Kommando über die Armee zu führen, mit der er das aufständische Messina unterwarf. 1678 wurde er Generalkapitän und Vizekönig von Katalonien, 1686 Generalkapitän und Vizekönig von Navarra.
Er starb am 20. August in Pamplona, 74 Jahre alt. Sein Herz wurde in der dortigen Karmelitenkirche bestattet, sein Körper nach Brüssel überführt und in der Familiengrabstätte der Bournonville in der Kirche der Unbeschuhten Karmeliten beerdigt.

## Ehe und Familie
Alexandre II. de Bournonville heiratete am 4. Mai 1656 Johanna Ernestine Franziska Prinzessin von Arenberg (* 30. April 1628; † 10. Oktober 1663), Tochter von Philipp Karl von Arenberg, Herzog von Aarschot, und Claire-Isabelle de Berlaymont (Haus Ligne). Mit ihr hatte er sechs Kinder:
- Anne Marie Françoise (* 8. Februar 1657; † 4, Februar 1727); ⚭ 25. Oktober 1672 Philippe Emmanuel Ferdinand François de Croy (* 29. Oktober 1641; † 22. Dezember 1718), Comte et Prince de Solre, Lieutenant-général, Sohn von Philippe-Emmanuel Antoine Ambroise de Croy und Isabelle-Claire de Gand-Vilain (Haus Croy)
- Alexandre Ernest François (* 3. Mai 1658; † 25. November 1658)
- Alexandre Charles François (* 2. April 1659; † September 1660)
- Isabelle Thérèse (* 20. Mai 1660); ⚭ 1678 Cosme Claude Philippe d'Ongies (* 1670; † 1709) Comte de Coupigny, Sohn von Balthazar-Guillaume d’Ongnies und Agnès de Montmorency
- Alexandre Albert François Barthélémy (* 16. April 1662; † 3. (20.?) September 1705), 4. Duc de Bournonville, 2. Prince de Bournonville; ⚭ 29. August 1682 Charlotte-Victoire d’Albert de Luynes (* 6. Oktober 1667; † 22. Mai 1701), Tochter von Louis Charles d’Albert, Duc de Luynes, und Anne de Rohan-Montbazon (Haus Albert)
- Marie Françoise (* 20. September 1663; † 16. Februar 1742) ⚭ 3. Dezember 1694 Claude de Richardot (* 1663; † 13. April 1701), Comte de Gammerages, Prince de Steenhuyse